# 沃克斯普林斯 (阿拉巴馬州)
沃克斯普林斯（英語：Walker Springs）是一個位於美國阿拉巴馬州克拉克縣的非建制地區。該地的面積和人口皆未知。

## 地理
沃克斯普林斯的座標為31°32′27″N 87°47′28″W / 31.54072°N 87.79111°W，而該地最高點為海拔高度24米（即79英尺）。